# Pheia sperans
Pheia sperans är en fjärilsart som beskrevs av Walker 1856. Pheia sperans ingår i släktet Pheia och familjen björnspinnare. Inga underarter finns listade i Catalogue of Life.